# كارولينا أولسن
كارولينا أولسن (بالإنجليزية: Carolina Olsen)‏، (29 أكتوبر 1861م - 5 أبريل 1950م)، وَتُعرف أيضًا (بالسويدية: Soverskan på Oknö) بمعنى «نائمة أكنو»، هي سيّدة سويديّة يُقال أنها بقيت في سبات شتوي بين عام 1876-1908م (32 عامًا). ويعتقد بأنها أطول فترة لشخص عاش بهذه الطريقة، واستيقظت دون ظهور أي أعراض نتيجة بقائها في حالة سبات.
زُعم بأن أولسن لم تكن نائمة حقاً ولم تكن في حالة سبات طوال ذلك الوقت. حيث هناك العديد من المظاهر غير المفسرة في حالتها؛ على سبيل المثال لا يبدو على شعرها وأظافر يديها وقدميها أنها تنمو. وأبدى هارولد فروديستورم عام 1912م ملاحظةً بأنه من المحتمل أنها كانت تتظاهر بالنوم، أو أنها كانت تعاني من مشاكل نفسية وأقنعت نفسها ببساطة بكونها مريضةً.

## حياتها
ولدت أولسن في أوكنو بالقرب من مونستيراس، ثاني أكبر طفلة لأسرة مكونة من خمس أطفال، وجميع إخوتها الأشقاء كانوا ذكوراً، عانت في 18 فبراير 1876م من جرح في الرأس بينما كانت تمشي في الخارج، ولكن بدأت تتعافى منه بسرعة. وفي 22 فبراير شكت من ألم في الأسنان، اعتقدت أسرتها بأن أسنانها ملتهبة بسبب الشعوذة، وأمُرت بالتزام الفراش، وعندما استغرقت في النوم لم تستيقظ بعدها.
كان والدها صيادًا للأسماك، وغير قادر على تحمل تكاليف الطبيب، لذلك اعتمدت الأسرة بدلاً من ذلك على نصيحة الأصدقاء وقابلة المدينة. قامت والدتها بإطعامها قسراً الحليب والماء المحلى بالسكر. وفي النهاية دفع الجيران أجرة زيارة طبيب، الذي لم يتمكن من إيقاظ الفتاة النائمة وشخص حالتها بأنها في غيبوبة. استمر هذا الطبيب بزيارتها لمدة عام وبعد ذلك كتب رسالة إلى محرر المجلة الطبية الإسكندنافية الرائدة، يلتمس فيها المساعدة من المتخصصين الآخرين لإيجاد علاج لحالة النوم المستمرة لدى أولسن. قام الأطباء بزيارة أولسن ولاحظوا أن شعرها وأظافر يديها والقدمين لا يبدو أنها تنمو، وأفادت أسرتها أن أولسن كانت تجلس أحيانًا وتتمتم صلوات تعلمتها في طفولتها عن ظهر قلب.
واعتقد أحد الأطباء الذي قام بزيارتها واسمه يوهان إيمل المبلاده، بأن حالة النوم لديها كانت نتيجة هستيريا أنثوية، لتدخل أولسن المستشفى في أوسكارشامن في يوليو 1892، وحيث خضعت للعلاج بواسطة معالجة بالتخليج الكهربائي. في 2 أغسطس عام 1892م خرجت من المستشفى، دون أن تستيقظ أو يتحسن وضعها. وقالت إدارة المستشفى إن التشخيص المناسب كان «خَرَفٌ شَلَلي» (dementia paralytica). ومع ذلك، لم يكن هناك ما يكفي بأن يوحي أنها عانت في الحقيقة من المرض. ولم تخضع للفحص من جديد من قِبل طبيبٍ إلا بعدما استيقظت من النوم.  
وطوال فترة سباتها قُدم لأولسن كأسان من الحليب كل يوم. توفيت والدتها عام 1904م واستمرت الخادمة بعد ذلك بالعناية بأولسن وبالأسرة. وبعد وفاة شقيقها عام 1907م بدأت كارولينا بالصراخ بشكل هستيري، على الرغم من أنها بقيت في غيبوبة مفترضة. وبحسب ما ذكر فإنها لم تلمس أي طعام تلقته خلال سنوات استغراقها في النوم، كما أن خادمة العائلة لم تسمعها تتحدث مطلقًا.
استيقظت أولسن في 3 أبريل عام 1908م، بعد مرور 32 عاماً و42 يوماً من نومها أول مرةٍ، وجدتها الخادمة تصرخ وتقفز على الأرضية، وعندما وصل إخوتها الباقون على قيد الحياة لم تتعرف عليهم. حيث كانت نحيلة وشاحبة، وأظهرت في الأيام القليلة الأولى بعد استيقاظها حساسية تجاه الضوء. وكانت أيضاً ضعيفة الجسد وتتحدث بصعوبة، وكانت لا تزال قادرةً على القراءة والكتابة، وتتذكر كل شيء تعلمته قبل استغراقها في النوم. سافر مراسلو الصحف من جميع أنحاء أوروبا، إنجلترا، والولايات المتحدة إلى أكنو لمقابلتها، لكنها توارت عن الأنظار هي وعائلتها لتجنب لفت الانتباه، خضعت أولسن لاختبار نفسي في مدينة ستوكهولم فتبين أنها تمتلك جميع القدرات العقلية والذهنية والجسدية التي كانت تمتلكها قبل سباتها. وفي عمر الستة والأربعين وصفت بأنها لا تزيد عن 25 عاماً.   
في عام 1910م التقى الطبيب النفسي فروديستورم أولسن، وفي عام 1912م نشر مقالة عن حالتها بعنوان (La Dormeuse d'Oknö – 21 Ans de Stupeur. Guérison Complète)، لكن تحليله كان مقتصراً على كونها حالة سبات غير واضحة.
كُشف في وقت لاحق بأن أولسن استيقظت من حين لآخر، وعندما تفعل ذلك كانت تتفاعل مع الحزن والغضب. وتكهن فروديستورم بأن أولسن اعتقدت بأنها كانت مريضةً للغاية، وهذا ما جعلها تبقي عينيها مغلقتين، وترفض تناول الطعام لإظهار التعاطف. وقد اُفْتُرِض بأن والدتها ساعدتها وأبقت على حقيقة أنها لم تعد في حالة سبات سرًا.  
توفيت أولسن في عام 1950م بعمر 88 سنة بسبب نزيف دماغي.